# Пактол (митологија)
Пактол је у грчкој митологији био речни бог из Лидије у Анатолији.

## Етимологија
Његово име је можда имало значење „сигурна пропаст“.

## Митологија
Према Нону, био је син Океана и Тетије. Његова река Пактол је била притока реке речног бога Херма, која је извирала са планине Тмол (персонификована у бога Тмола) и протицала покрај града Сардиде. Ова река је била златоносна, па је зато поменута у миту о краљу Миди, коме је услишена жеља да додиром све претвори у злато. Када је увидео да ће умрети гладан и жедан, јер су се и храна и пиће једнако претварали у злато, молио је да му укину жељу. Дионис, кога је цела ситуација забављала, посаветовао га је да оде до реке Пактол како би се тамо очистио. Од тада је песак у тој реци постао златан. Пактолове кћерке су највероватније биле нимфе Пактолиде. Његова кћерка Еуријанаса је била могућа супруга краља Тантала.